# Église Saint-Blaise de Vallon-en-Sully
L'église Saint-Blaise est une église catholique située à Vallon-en-Sully, en France.

## Localisation
L'église est située dans le département français de l'Allier, sur la commune de Vallon-en-Sully.

## Historique
L'édifice est classé au titre des monuments historiques en 1889.